# Radenci
Radenci (madžarsko Regede, nemško Radein, tudi Bad Radein)  so naselje  in središče občine Radenci, ter sedež rimskokatoliške župnije. 

## Geografija
Razpotegnjeno mestno naselje leži na Radenskem polju, na terasi med Radenskim potokom (levim pritokom Boračevskega potoka) ter vznožjem Kapelskih goric, ob cesti Gornja Radgona - Murska Sobota.

### Opis naselja
Staro jedro naselja je ob cesti na Kapelo (312 m.n.m.), med Boračevskim potokom in železniško progo Ljutomer–Gornja Radgona, na severu ter mešanim gozdom Gaj na jugu. Med starejšimi kmetijami so po drugi svetovni vojni zgradili stanovanjske hiše. Novejši del mesta je med Radenskim in Boračevskim potokom, v severozahodnem delu so bili zgrajeni tudi stanovanjski bloki. Jugozahodno od glavne ceste G3 Maribor-Murska Sobota, ki pri odcepu za Ljutomer naredi oster ovinek, se nahaja Zdravilišče Radenci.

## Zgodovina
Naselje Radenci se v pisnih zgodovinskih viri prvič omenja leta 1436, kot zdraviliški kraj pa so zaslovele v 19. stoletju, ko je leta 1834 študent medicine, kasnejši zdravnik Karel Hehn odkril tukajšnje mineralne vrelce in dal preučiti njihove zdravilne učinke. Njegova polnilnica mineralne vode je pričela delovati leta 1869, ko so napolnili sprva glinene stekelnice z radensko slatino.

### Mineralni vrelci v Radencih in okolici
Radensko polje ob Muri je eno od najbogatejših in najkakovostnejših slatinskih območij v Sloveniji. Ob Muri so na slovenski in avstrijski strani zajeli petinštirideset mineralnih vrelcev, od katerih jih sedaj deluje še dvaindvajset. 
Najbolj izdatni izviri zajete mineralne vode so v Radencih, v Boračevi, v Petanjcih na drugem bregu reke Mure, ter tudi Žetincih (Sichelsdorf) v Avstriji.
Radenci so znani po mineralnih in ustekleničenih vodah, ki se jih trži pod tržno znamko Radenska.

## Nastanek in razvoj zdravilišča
Zdraviliški turizem v Radencih se je razvil kmalu po odprtju polnilnice. Prve zdraviliške stavbe so iz leta 1872, zdravilišče pa so uradno odprli leta 1882, ko so uredili tudi zdraviliški park. Razvoj zdravilišča ter celotnega kraja je pospešila leta 1890 zgrajena Železniška proga Ljutomer–Gornja Radgona, ki pa se sedaj uporablja zgolj kot industrijski tir. 
Med obema svetovnima vojnama so z novimi vrelci pospeševali pridobivanje mineralne vode, istočasno pa se je večala zdraviliška dejavnost. 
V šestdesetih in sedemdesetih letih 20. stoletja so zgradili nove polnilnice ter zdraviliške, hotelske in rekreacijske objekte, med njimi v šestdesetih in sedemdesetih letih preteklega stoletja hotel Radin.

### Zdravstvena in zdraviliška dejavnost
Sedaj v Radencih izkoriščajo devet izvirov slatine, s povprečno temperaturo 12 - 16°C, ki dajejo osnovo zdravstveni dejavnosti in zdraviliškemu turizmu, ki se izvaja v Zdravilišču Radenci.

## Razvoj naselja
Radenci so tudi zaradi ponudbe številnih namestitev pri zasebnikih postali ena izmed najpomembnejših slovenskih turističnih destinacij. Večina prebivalcev tako ali drugače živi od turizma ali polnilnice mineralnih vod, ustekleničenih vod in drugih osvežilnih pijač, preživljajo pa se tudi s turizmom povezanimi storitvenimi dejavnostmi. V preteklosti je bila pomembna tudi Srednja šola za gostinstvo in turizem Radenci (SŠGT Radenci).
V bližini železniške postaje stoji župnijska cerkev sv. Cirila in Metoda, zgrajena leta 1984.